# Laurence Olivier Award for Actor of the Year in a New Play
Der Laurence Olivier Award for Actor of the Year in a New Play (deutsch: Laurence Olivier Auszeichnung für den Schauspieler des Jahres in einem neuen Schauspiel) ist ein britischer Theater- und Musicalpreis, der von 1976 bis 1988 vergeben wurde.

## Geschichte und Hintergrund
Die Laurence Olivier Awards werden seit 1976 jährlich in zahlreichen Kategorien von der Society of London Theatre vergeben. Sie gelten als höchste Auszeichnung im britischen Theater und sind vergleichbar mit den Tony Awards am amerikanischen Broadway. Ausgezeichnet werden herausragende Darsteller und Produktionen einer Theatersaison, die im Londoner West End zu sehen waren. Die Nominierten und Gewinner der Laurence Olivier Awards „werden jedes Jahr von einer Gruppe angesehener Theaterfachleute, Theaterkoryphäen und Mitgliedern des Publikums ausgewählt, die wegen ihrer Leidenschaft für das Londoner Theater“ bekannt sind. Eine der Preiskategorien ist der Laurence Olivier Award for Actor of the Year in a New Play. Der seit 1976 vergebene Preis wurde 1984 mit dem Preis Laurence Olivier Award for Actor of the Year in a Revival zusammengelegt und es wurde die aktuelle Kategorie Laurence Olivier Award for Best Actor gebildet. Letztmals vergeben wurde die Kategorie im Jahr 1988. 

## Gewinner und Nominierte
Die Übersicht der Gewinner und Nominierten listet pro Jahr die nominierten Schauspieler, das Schauspiel und die Rolle. Der Gewinner eines Jahres ist grau unterlegt und fett angezeigt.

### 1976–1979
| Jahr               | Schauspieler                                | Schauspiel                | Rolle |
| ------------------ | ------------------------------------------- | ------------------------- | ----- |
| 1976               |                                             |                           |       |
| Paul Copley        | For King and Country                        | Pte. Hamp                 |       |
| Richard Beckinsale | Funny Peculiar                              | Trevor Tinsley            |       |
| Frank Finlay       | Watch It Come Down and Weapons of Happiness | Ben Prosser / Josef Frank |       |
| Alec McCowen       | The Family Dance                            | Ben Musgrave              |       |
| 1977               |                                             |                           |       |
| Michael Bryant     | State of Revolution                         | Vladimir Lenin            |       |
| Colin Blakely      | Just Between Ourselves                      | Dennis                    |       |
| Alec Guinness      | The Old Country                             | Hilary                    |       |
| Ralph Richardson   | The Kingfisher                              | The Author                |       |
| 1978               |                                             |                           |       |
| Tom Conti          | Whose Life is it Anyway?                    | Ken Harrison              |       |
| Gordon Chater      | The Elocution of Benjamin Franklin          | Robert O’Brien            |       |
| John Gielgud       | Half-Life                                   | Sir Noel Cunliffe         |       |
| Peter McEnery      | The Jail Diary of Albie Sachs               | Albie Sachs               |       |
| 1979               |                                             |                           |       |
| Ian McKellen       | Bent                                        | Max                       |       |
| Michael Gambon     | Betrayal                                    | Jerry                     |       |
| Dinsdale Landen    | Bodies                                      | Mervyn                    |       |
| John Standing      | Close of Play                               | Benedict                  |       |

### 1980–1988
| Jahr               | Schauspieler                                            | Schauspiel                                              | Rolle                                                   |
| ------------------ | ------------------------------------------------------- | ------------------------------------------------------- | ------------------------------------------------------- |
| 1980               |                                                         |                                                         |                                                         |
| Roger Rees         | The Life and Adventures of Nicholas Nickleby            | Nicholas Nickleby                                       |                                                         |
| Tom Courtenay      | The Dresser                                             | Norman                                                  |                                                         |
| David Schofield    | The Elephant Man                                        | John Merrick                                            |                                                         |
| Paul Scofield      | Amadeus                                                 | Antonio Salieri                                         |                                                         |
| 1981               |                                                         |                                                         |                                                         |
| Trevor Eve         | Children of a Lesser God                                | James                                                   |                                                         |
| Edward Fox         | Quartermaine’s Terms                                    | St. John Quartermaine                                   |                                                         |
| James Grout        | Quartermaine’s Terms                                    | Henry Windscape                                         |                                                         |
| Karl Johnson       | Television Times’                                       |                                                         |                                                         |
| 1982               |                                                         |                                                         |                                                         |
| Ian McDiarmid      | Insignificance                                          | Albert Einstein                                         |                                                         |
| Rupert Everett     | Another Country                                         | Guy                                                     |                                                         |
| Alec McCowen       | The Portage to San Cristobal of A.H.                    | Adolf Hitler                                            |                                                         |
| David Swift        | 84, Charing Cross Road                                  | Frank Doel                                              |                                                         |
| 1983               |                                                         |                                                         |                                                         |
| Jack Shepherd      | Glengarry Glen Ross                                     | Richard Roma                                            |                                                         |
| Michael Gambon     | Tales from Hollywood                                    | Ödön von Horváth                                        |                                                         |
| Ben Kingsley       | Kean                                                    | Edmund Kean                                             |                                                         |
| Michael Williams   | Pack of Lies                                            | Bob Jackson                                             |                                                         |
| 1984               |                                                         |                                                         |                                                         |
| Brian Cox          | Rat in the Skull                                        | Nelson                                                  |                                                         |
| Ian Charleson      | Fool for Love                                           | Eddie                                                   |                                                         |
| John Kani          | "Master Harold"...and the Boys                          | Willie                                                  |                                                         |
| Michael Pennington | Strider: The Story of a Horse                           | Strider                                                 |                                                         |
| 1985               | Keine Vergabe der Auszeichnung in den Jahren 1985–1987. | Keine Vergabe der Auszeichnung in den Jahren 1985–1987. | Keine Vergabe der Auszeichnung in den Jahren 1985–1987. |
| 1986               | Keine Vergabe der Auszeichnung in den Jahren 1985–1987. | Keine Vergabe der Auszeichnung in den Jahren 1985–1987. | Keine Vergabe der Auszeichnung in den Jahren 1985–1987. |
| 1987               | Keine Vergabe der Auszeichnung in den Jahren 1985–1987. | Keine Vergabe der Auszeichnung in den Jahren 1985–1987. | Keine Vergabe der Auszeichnung in den Jahren 1985–1987. |
| 1988               |                                                         |                                                         |                                                         |
| David Haig         | Our Country’s Good                                      | Second Lieutenant Ralph Clark                           |                                                         |
| Brian Cox          | Fashion                                                 | Paul Cash                                               |                                                         |
| Alec Guinness      | A Walk in the Woods                                     | Andrey Botvinnik                                        |                                                         |
| David Suchet       | Separation                                              | Joe Green                                               |                                                         |